# لي هوبر
لي هوبر (16 فبراير 1919 بلويفيل في الولايات المتحدة - 22 سبتمبر 2005 بأورلاندو في الولايات المتحدة) (بالإنجليزية: Lee Huber)‏ هو لاعب كرة سلة أمريكي في مركز مدافع مسدد الهدف. لعب مع Akron Goodyear Wingfoots ‏.

## وصلات خارجية
- لي هوبر على موقع سبورتس رفرنس (الإنجليزية)